# 1-乙基-3-甲基咪唑𬭩双(三氟甲磺酰)氨基化物
1-乙基-3-甲基咪唑𬭩双(三氟甲磺酰)氨基化物是一种憎水的离子液体，最初由洛桑联邦理工学院的米夏埃尔·格雷策尔在1995年制得。它可由1-乙基-3-甲基咪唑𬭩溴化物和双(三氟甲基磺酰)氨基锂在水中反应得到。它的电导率为8.8 mS/cm，电化学窗口为4.7 V。
它可在多种有机反应中用作溶剂，如狄尔斯–阿尔德反应、加氢反应和铃木偶联反应。